# Kazimierz Herud
Kazimierz Herud (ur. 13 grudnia 1906 w Droszewie, zm. 4 września 2011 w Poznaniu) – polski ksiądz katolicki, kanonik.

## Życiorys
Był jednym z piętnaściorga rodzeństwa. Święcenia kapłańskie otrzymał w 1933 z rąk kardynała Augusta Hlonda. Podczas II wojny światowej przebywał, wraz z bratem Bronisławem, którego tam zamordowano, w niemieckim obozie koncentracyjnym w Dachau. Po wyzwoleniu obozu  został w Polskiej Misji Wojskowej przy Brytyjskiej Armii Renu. W 1946 powrócił do Polski i pracował w parafiach Radlin oraz Cielcza (okolice Jarocina). W 1952 został proboszczem w Brodach koło Pniew. 13 grudnia 1981 przeszedł na emeryturę. Zmarł w domu dla księży-emerytów na Antoninku w Poznaniu. Przez około pięćdziesiąt lat był spowiednikiem Urszulanek Serca Jezusowego. W chwili śmierci był najstarszym polskim księdzem katolickim.